# Limnius fastiditus
Limnius fastiditus är en skalbaggsart som beskrevs av Leconte 1850. Limnius fastiditus ingår i släktet Limnius och familjen bäckbaggar. Inga underarter finns listade i Catalogue of Life.